# Aroegas dilatatus
Aroegas dilatatus är en insektsart som beskrevs av Naskrecki 1996. Aroegas dilatatus ingår i släktet Aroegas och familjen vårtbitare. Inga underarter finns listade i Catalogue of Life.